# Paul Moreau (homme politique, 1925-2005)
Pour les articles homonymes, voir Paul Moreau et Moreau.
Paul Moreau, né le 7 avril 1925 à Caudry (Nord) et décédé le 24 octobre 2005 à Lille (Nord), est un homme politique français.

## Détail des fonctions et des mandats
Mandat parlementaire
- 21 juin 1981 - 1er avril 1986 : Député de la 17e circonscription du Nord.